# 엘레오노레 추 졸름호엔졸름리히
엘레오노레 추 졸름호엔졸름리히(독일어: Eleonore zu Solms-Hohensolms-Lich, 본명: 엘레오노레 에르네스티네 마리(Eleonore Ernestine Marie), 1871년 9월 17일 ~ 1937년 11월 16일)는 헤센 대공국의 마지막 대공비(재위: 1905년 2월 2일 ~ 1918년 11월 9일)이자 명목상 헤센 대공비(재위: 1918년 11월 9일 ~ 1937년 10월 9일)이다.

## 생애
헤센 대공국의 지배를 받고 있던 리히에서 헤르만 추 졸름호엔졸름리히(Hermann zu Solms-Hohensolms-Lich)와 아그네스 추 슈톨베르크베르니게로데(Agnes zu Stolberg-Wernigerode) 부부의 둘째 딸로 태어났다.
1905년 2월 2일에는 다름슈타트에서 헤센 대공국의 에른스트 루트비히 폰 헤센 대공과 결혼하였고 슬하에 두 아들을 두었다. 에른스트 루트비히는 이미 1901년에 작센코부르크고타의 빅토리아 멜리타와 이혼한 전력이 있었다. 1918년 독일 제국이 제1차 세계 대전에서 패전함에 따라 독일 제국의 구성국 가운데 하나였던 헤센 대공국이 해체되면서 엘레오노레는 대공비 지위를 잃었다.
1937년 10월 9일에는 에른스트 루트비히와 사별했다. 이 때문에 그의 둘째 아들인 루트비히 폰 헤센다름슈타트(Ludwig von Hessen-Darmstadt)와 마거릿 캠벨 게데스(Margaret Campbell Geddes) 부부의 결혼식이 늦춰지게 되었다. 1937년 11월 16일 영국 런던에서 열린 루트비히 폰 헤센다름슈타트의 결혼식에 참석하기 위해 게오르크 도나투스 폰 헤센다름슈타트, 그리스와 덴마크의 공주 체칠리아 부부와 두 아들과 함께 비행기를 타고 가던 도중에 비행기가 악천후로 인해 벨기에 오스텐더 근교에 위치한 공장의 굴뚝을 들이받고 추락하면서 탑승자 전원이 사망했다.

## 자녀
| 사진 | 이름                                | 생일             | 사망                    | 기타                                                |
| ---- | ----------------------------------- | ---------------- | ----------------------- | --------------------------------------------------- |
|      | 게오르크 도나투스 폰 헤센다름슈타트 | 1906년 11월 8일  | 1937년 11월 16일 (31세) | 명목상 헤센 대공, 가족들과 함께 비행기 사고로 사망. |
|      | 루트비히 폰 헤센다름슈타트          | 1908년 11월 20일 | 1968년 5월 20일 (59세)  | 명목상 헤센 대공, 자녀 없음.                        |